# Yo! Bum Rush the Show
Yo! Bum Rush the Show – pierwszy album hip-hopowej grupy Public Enemy, wydany w 1987 roku. Krążek zdobył status złotej płyty. Gościnnie na gitarze elektrycznej w utworze „Sophisticated Bitch” pojawia się Vernon Reid.
W 2003 album został sklasyfikowany na 497. miejscu listy 500 albumów wszech czasów magazynu Rolling Stone.

## Lista utworów
1. „You're Gonna Get Yours” – 4:04
2. „Sophisticated Bitch” – 4:31
3. „Miuzi Weighs a Ton” – 5:43
4. „Timebomb” – 2:54
5. „Too Much Posse” – 2:25
6. „Rightstarter (Message to a Black Man)” – 3:49
7. „Public Enemy No. 1” – 4:40
8. „M.P.E.” – 3:44
9. „Yo! Bum Rush the Snow” – 4:25
10. „Raise the Roof” – 5:19
11. „Megablast” – 2:50
12. „Terminator X Speaks With His Hand” – 2:13